# William Garfield Walker

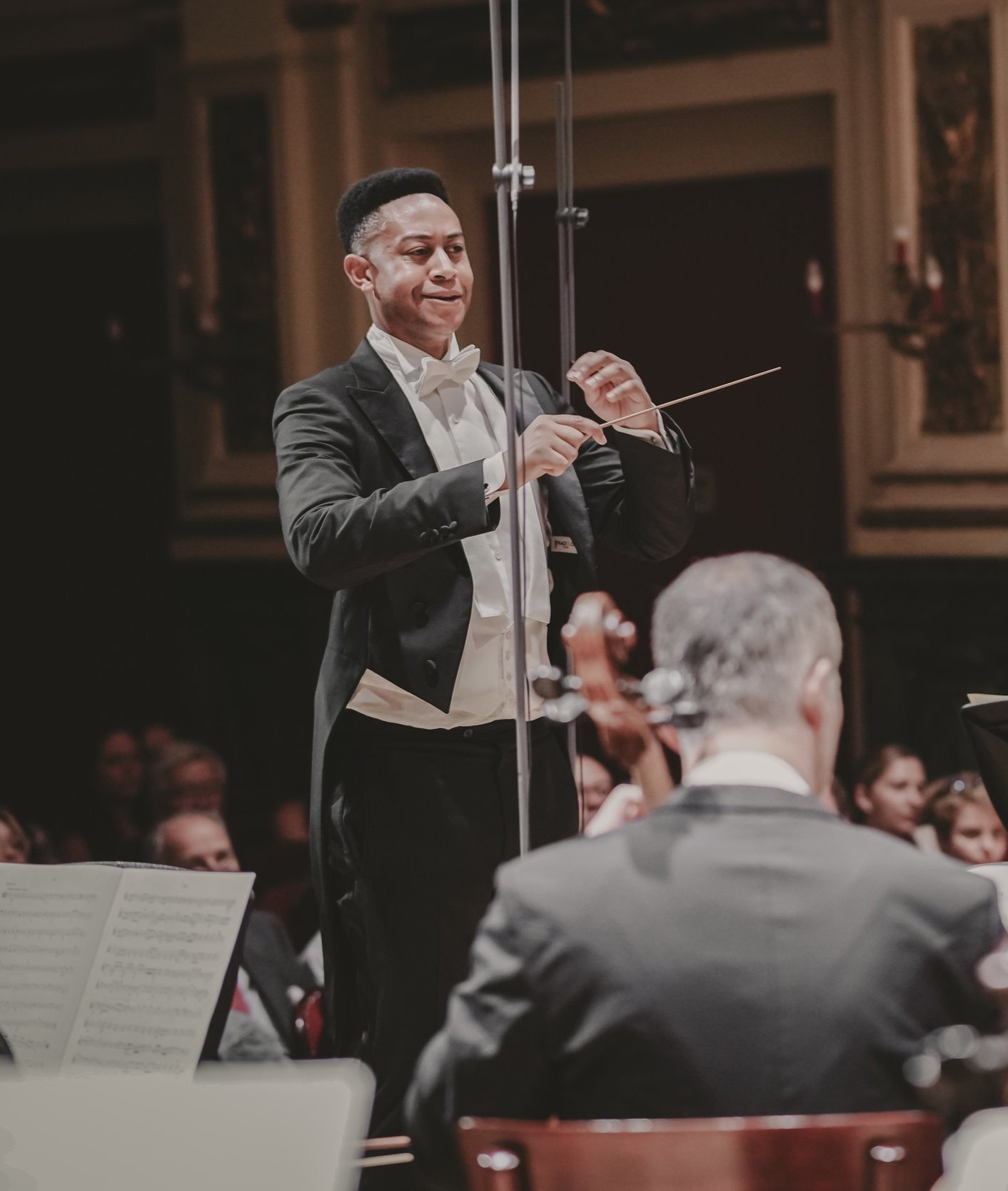
William Garfield Walker mit dem Nova Orchester Wien im Wiener Konzerthaus am 27. September 2024 beim Konzert „Bruckner NOW!“ anlässlich des 200. Geburtstags von Anton Bruckner.

William Garfield Walker ist ein amerikanischer Dirigent und Komponist. Er lebt  in Wien und wirkt als Chefdirigent des Nova Orchester Wien.

## Werdegang

### Frühe Jahre
William Garfield Walker zeigte schon früh ein großes Interesse am Erlernen verschiedener Musikinstrumente. Er spielte zunächst Saxophon und Violoncello, wobei das Cello schließlich zu seinem Hauptinstrument wurde. Während seiner Schulzeit brachte er sich selbst das Spielen von Waldhorn, Euphonium, Flöte, Fagott und Pauken bei. Neben seinem Instrumentalstudium entwickelte Walker eine Leidenschaft für das Komponieren, das er sich autodidaktisch aneignete. Im Alter von 17 Jahren schrieb er sein erstes symphonisches Tongedicht für großes Orchester. Im Alter von 15 Jahren wurde Walker Cellist im Mississippi Symphony Orchestra und war damit einer der jüngsten Musiker, die mit diesem Ensemble auftraten.

### Studium in Chicago
Walker studierte Violoncello bei Richard Hirschl vom Chicago Symphony Orchestra und nahm an Meisterkursen sowie privaten Unterrichtseinheiten mit Mitgliedern des Orchesters teil. Er führt seine Zeit mit den Musikern des Orchesters als prägend für sein Klangverständnis und sein Orchesterspiel an. Zudem nahm er an Meisterkursen mit Natalia Gutman, Yo-Yo Ma, Desmond Hoebig und Astrid Schween teil.

### Studium in London
Walker setzte sein Studium am Royal College of Music in London bei Alexander Boyarsky fort, wo er als Solocellist des Opernorchesters tätig war. In dieser Zeit trat er unter Dirigenten wie Vladimir Jurowski und Riccardo Muti auf, arbeitete mit Håkan Hardenberger zusammen und spielte Werke von Steve Reich in Konzerten, die vom Komponisten selbst besucht wurden.

### Studium in Wien
Walker schloss sein Dirigierstudium in Wien ab, wo er bei Andreas Stoehr und Niels Muus studierte und von Vladimir Fedoseyev auf sein Abschlusskonzert vorbereitet wurde. Als Student in Wien besuchte er regelmäßig Proben der Wiener Philharmoniker und beobachtete dabei viele weltweit führende Dirigenten, was er als einen wichtigen Teil seiner künstlerischen Entwicklung betrachtet. Darüber hinaus nahm er an Dirigierprogrammen und Meisterkursen mit Jorma Panula, Riccardo Muti und Paavo Järvi teil.

## Nova Orchester Wien
Seit dem Jahr 2020 Walker ist Chefdirigent des Nova Orchester Wien, eines Ensembles, das Wiens musikalische Tradition mit innovativen Programmgestaltungen verbindet. Die Presse beschrieb das Orchester unter Walkers Leitung als Verkörperung einer „visionären Wiener Klangkultur“. Im Jahr 2024 führte das Nova Orchester Wien im Rahmen des Brucknerjahres Bruckners 4. Sinfonie in Zusammenarbeit mit der Internationalen Bruckner Gesellschaft im Wiener Konzerthaus auf und erntete dafür  Lob.

## Auszeichnungen
Walker wurde für seine Arbeit vielfach ausgezeichnet. Er erhielt dreimal den Solti Foundation U.S. Career Assistance Award (2022, 2023, 2024) und war Solti Resident an der Washington National Opera. Im Jahr 2020 wurde ihm das AAF Ansbacher/Faber Conducting Fellowship verliehen. Im selben Jahr verabschiedete das Repräsentantenhaus von Mississippi eine Resolution zu Ehren seiner musikalischen Verdienste. 2023 gewann Walker den ersten Preis in der Kategorie Professional Orchestra Division der The American Prize National Nonprofit Competitions in Performing Arts. Darüber hinaus wurde er in der Saison 2023 an die Washington National Opera eingeladen.

## Einfluss und Vision
Walkers Dirigierstil wird als ausdrucksstark beschrieben, insbesondere in seinen Interpretationen sowohl klassischer als auch zeitgenössischer Werke. Sein Repertoire umfasst Komponisten von Bach, Bruckner, Mahler und Schostakowitsch bis hin zu Lili Boulanger und Florence Price. Für das Nova Orchester Wien hat Walker hat seine Vision folgendermaßen beschrieben: „Wir suchen nach einer Definition dafür, was ein Orchester des 21. Jahrhunderts sein kann. Unser Ziel ist es, die Musik für sich selbst sprechen zu lassen und dabei künstlerische Grenzen zu verschieben, ohne den Kern der großen Orchestertradition zu verlieren.“